# Tsuvan jezik
Tsuvan jezik (matsuvan, motsuvan, tchede, telaki, teleki, terki; ISO 639-3: tsh), afrazijski jezik čadske podskupine biu-mandara, kojim govori 2 300 ljudi (2000 SIL) u kamerunskoj provinciji Far North, sjeveroistočno od Dourbeyea, selo Tchévi.
Jedan je od 12 jezika koji čine podskupinu A.8, bata-bacama.

## Vanjske poveznice
- Ethnologue (14th)
- Ethnologue (15th)